# Марьино (Черноморский район)
Ма́рьино (до 1948 года Джан-Баба́; укр. Мар'їне, крымскотат. Can Baba, Джан Баба) — село в Черноморском районе Республики Крым, входит в состав Окунёвского сельского поселения (согласно административно-территориальному делению Украины — Окунёвского сельского совета Автономной Республики Крым)

## Население
| 2001 | 2014 |
| ---- | ---- |
| 114  | ↘89  |

Всеукраинская перепись 2001 года показала следующее распределение по носителям языка
| Язык       | Процент |
| ---------- | ------- |
| русский    | 71.05   |
| украинский | 28.9    |

### Динамика численности
| - 1806 год — 13 чел. - 1864 год — 16 чел. - 1889 год — 131 чел. - 1900 год — 124 чел. - 1915 год — 46/30 чел. | - 1926 год — 73 чел. - 1989 год — 98 чел. - 2001 год — 114 чел. - 2009 год — 97 чел. - 2014 год — 99 чел. |

## География
Марьино — самый южный населённый пункт Черноморского района, на обрывистом берегу полуострова Тарханкут у Чёрного моря, недалеко от мыса Урет, высота центра села над уровнем моря — 20 м. Ближайшие сёла — Окунёвка в 4,5 км на северо-восток и Красносельское в 7 км на север. Райцентр Черноморское — примерно в 20 км (по шоссе), ближайшая железнодорожная станция — Евпатория — около 82 км. Транспортное сообщение осуществляется по региональной автодороге 35Н-604 Красносельское — Громово (по украинской классификации — С-0-11707).

## Современное состояние
На 2016 год в Марьино числится 19 улиц и 7 переулков; на 2009 год, по данным сельсовета, село занимало площадь 33 гектара, на которой в 87 дворах проживало 97 человек. Действует магазин, село связано автобусным сообщением с райцентром, Евпаторией, Симферополем и соседними населёнными пунктами

## История
Впервые поселение на этом месте, судя по результатам археологических исследований, возникло в последней четверти, либо конце IV в. до н. э. — это была укреплённая античная греческая усадьба дальней херсонесской хоры, которая позднее сменилась скифским городищем с примыкающим к нему поселением. Просуществовало до II в. н.э.
Первое документальное упоминание села встречается в Камеральном Описании Крыма… 1784 года, судя по которому, в последний период Крымского ханства Джамбаба входил в Тарханский кадылык Козловскаго каймаканства. После присоединения Крыма к России (8) 19 апреля 1783 года, (8) 19 февраля 1784 года, именным указом Екатерины II сенату, на территории бывшего Крымского ханства была образована Таврическая область и деревня была приписана к Евпаторийскому уезду. С началом Русско-турецкой войной 1787—1791 годов, весной 1788 года производилось выселение крымских татар из прибрежных селений во внутренние районы полуострова, в том числе и из Джан-Баба. В конце войны, 14 августа 1791 года всем было разрешено вернуться на место прежнего жительства. После павловских реформ, с 1796 по 1802 год входила в Акмечетский уезд Новороссийской губернии. По новому административному делению, после создания 8 (20) октября 1802 года Таврической губернии, Джан-Баба был включён в состав Яшпетской волости Евпаторийского уезда.
По Ведомости о волостях и селениях, в Евпаторийском уезде от 19 апреля 1806 года, в деревне Джан-Баба числилось 2 двора и 13 жителей крымских татар. На военно-топографической карте 1817 года деревня Джан Баба обозначена с 6 дворами. После реформы волостного деления 1829 года Джанбаба, согласно «Ведомости о казённых волостях Таврической губернии 1829 года», остался в составе Яшпетской волости. На карте 1836 года в деревне 16 дворов, а на карте 1842 года Джан-Баба обозначена условным знаком «малая деревня», то есть, менее 5 дворов.
В 1860-х годах, после земской реформы Александра II, деревню приписали к Курман-Аджинской волости. В «Списке населённых мест Таврической губернии по сведениям 1864 года», составленном по результатам VIII ревизии 1864 года, Джан-Баба — владельческая татарская деревня, с 7 дворами, 16 жителями и мечетью при Чёрном море. По обследованиям профессора А. Н. Козловского 1867 года, вода в колодцах деревни Джобона была солоноватая, а их глубина колебалась от 1 до 5 саженей (от 2 до 10 м). Согласно «Памятной книжке Таврической губернии за 1867 год», деревня Джанбаба была покинута, в результате эмиграции крымских татар, особенно массовой после Крымской войны 1853—1856 годов, в Турцию и стояла без новых поселенцев. На трехверстовой карте Шуберта 1865—1876 года в деревне Джанбаба обозначено уже 7 дворов видимо, началось заселение выходцами из Украины. В «Памятной книге Таврической губернии 1889 года», по результатам Х ревизии 1887 года, в деревне Джанбаба числилось уже 23 двора и 131 житель.
Земская реформа 1890-х годов в Евпаторийском уезде прошла позже остальных, в результате Джанабу приписали к Кунанской волости.
По «…Памятной книжке Таврической губернии на 1900 год» в деревне числилось 124 жителя в 22 дворах. По Статистическому справочнику Таврической губернии. Ч.II-я. Статистический очерк, выпуск пятый Евпаторийский уезд, 1915 год, в деревне Джанбаба Кунанской волости Евпаторийского уезда числилось 14 дворов (4 двора с землёй, 10 — безземельные) с татарским населением в количестве 46 человек приписных жителей и 19 — «посторонних», из которых 38 мужчин и 27 женщин. Жители владели 1020 десятинами удобной земли. В хозяйствах имелось 40 лошадей, 60 волов, 11 коров и 320 голов мелкого скота. Также записаны одноимённые экономия (1 двор, 11 жителей) и имение (1 двор без населения).
После установления в Крыму Советской власти, по постановлению Крымревкома от 8 января 1921 года № 206 «Об изменении административных границ» была упразднена волостная система и образован Евпаторийский уезд, в котором создан Ак-Мечетский район и село вошло в его состав, а в 1922 году уезды получили название округов. 11 октября 1923 года, согласно постановлению ВЦИК, в административное деление Крымской АССР были внесены изменения, в результате которых округа были отменены, Ак-Мечетский район упразднён и село вошло в состав Евпаторийского района. Согласно Списку населённых пунктов Крымской АССР по Всесоюзной переписи 17 декабря 1926 года, в селе Джанбаба, Кунанского сельсовета (в котором село состояло, как минимум, до 1977 года) Евпаторийского района, числилось 16 дворов, из них 15 крестьянских, население составляло 73 человека, из них 62 украинца и 11 русских. В одноимённом хуторе было 3 двора и 11 жителей украинцев. Согласно постановлению КрымЦИКа от 30 октября 1930 года «О реорганизации сети районов Крымской АССР», был восстановлен Ак-Мечетский район (по другим данным 15 сентября 1931 года) и село вновь включили в его состав.
С 25 июня 1946 года Джанбаба в составе Крымской области РСФСР. Указом Президиума Верховного Совета РСФСР от 18 мая 1948 года Джанбабу переименовали в Марьино. 26 апреля 1954 года Крымская область была передана из состава РСФСР в состав УССР. С начала 1950-х годов, в ходе второй волны переселения (в свете постановления № ГОКО-6372с «О переселении колхозников в районы Крыма»), в Черноморский район приезжали переселенцы из различных областей Украины. Время включения села в состав Окунёвского сельсовета пока не установлено — на 1 июня 1977 года ещё входило в Красносельский совет. По данным переписи 1989 года в селе проживало 98 человек. С 12 февраля 1991 года село в восстановленной Крымской АССР, 26 февраля 1992 года переименованной в Автономную Республику Крым. С 21 марта 2014 года — в составе Республики Крым России.